# Judy Kihumba
Judy Kihumba   (Nyeri, segle XX) és una intèrpret kenyana de llengua de signes que treballa per fer arribar informació sanitària bàsica, especialment la relacionada amb la salut mental, a mares lactants sordes.
Va formar-se en una escola de llengua de signes perquè era l'única que es podia pagar mentre treballava fent tasques de neteja en una casa. Va decidir aprofundir els coneixements en aquesta matèria a la Universitat de Nairobi. Es va continuar formant amb una llicenciatura en comunicació pel desenvolupament a la Universitat de Saint Paul i un Diploma en Assessorament en Trauma amb la Kenya Association of Professional Counsellors.
Va començar a treballar a la United Disability Empowerment a Kenya (UDEK), on va aprofundir en el món de les discapacitats. El 2010 va ser una de les persones que van formar part d'un comitè d'experts per crear consciència per la nova constitució del país. Aquesta activitat li va permetre conèixer molt bé les comunitats de sords del país. A partir d'aquí, va fer d'intèrpret de la llengua de signes per televisió. També fa d'intèrpret de la llengua de signes en cerimònies religioses.
Va patir una depressió postpart el 2019 després del naixement de la seva segona filla. A partir d'aquest fet, conscienciada de la importància de la salut mental, i en veure que alguns hospitals de Kenya no tenien intèrprets en llengua de signes per a fer arribar informació sanitària bàsica a les mares lactants sordes, va decidir fer-ho ella. Per això el 2020 va fundar Talking Hands, Listening Eyes on Postpartum Depression (THLEP).